# Chusquea inamoena
Chusquea inamoena är en gräsart som beskrevs av Pilg.. Chusquea inamoena ingår i släktet Chusquea och familjen gräs.
Artens utbredningsområde är Peru. Inga underarter finns listade i Catalogue of Life.